# Scogli di Gunnbjørn
Gli Scogli di Gunnbjörn (Gunnbjarnarsker) erano un gruppo di piccoli scogli situato tra Islanda e Groenlandia, scoperti da Gunnbjörn Ulfsson nel IX secolo. Divennero una tappa quasi obbligatoria per le navi che viaggiavano verso la Groenlandia, e nel 970 si tentò di fondarci una piccola colonia. Snaebjörn Galti li visitò attorno al 978. Un successivo tentativo ebbe successo, e nel 1391 vi si potevano trovare 18 fattorie. A quanto sembra, nel 1456, secondo Ruysch, le isole vennero "completamente bruciate" e affondate.